# 張景賢
張景賢（1513年—？年），字勉之，號明崖，四川眉州人，明朝政治人物。

## 生平
嘉靖十六年（1537年）丁酉科四川鄉試第六十四名舉人。嘉靖十七年（1538年）聯捷戊戌科第三甲第七名進士。擢授户部主事，累官貴州布政司參議、湖廣副使，三十三年五月調任淮扬兵备副使，驻守泰州，专理海防。九月，倭寇七十馀人犯海门县，焚舟登岸，景贤亟引兵御之，战于吕四场，尽歼其众。十月升右参政仍兼原职。又督兵御倭于狼山，败之，升秩一级，为湖廣按察使，赏银二十两、一表里。三十五年二月接替曹邦輔任巡撫應天右僉都御史，三十六年二月以考察夺职闲住。

## 家族
曾祖張溥中，贈戶部主事；祖張愈嚴，南康知府；父張弘用，貢士；母李氏。慈侍下。弟象賢。